# Convention d'Apulo

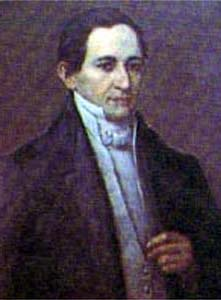
Domingo Caicedo, élu à la tête d'un gouvernement provisoire lors de la convention d'Apulo.

La convention d'Apulo est une assemblée des représentants de Grande Colombie après la sécession du Venezuela le 27 décembre 1829 et de l'Équateur le 13 mai 1830. Les représentants du territoire restant, correspondant aux actuels pays de Colombie et du Panama, se réunissent le 28 avril 1831 à Apulo pour décider de l'avenir de leur pays.

## La convention
Au moment de la convention, l'opposition est forte à Bogota entre les militaires ayant appuyé Bolívar et les libéraux civils demandant le retour de Francisco de Paula Santander (en exil depuis la tentative de coup d'État contre Bolívar). Dans tout le territoire, la résistance contre le général Rafael Urdaneta, alors président de la République, s'organise. José María Obando et José Hilario López recrutent des troupes dans le Cauca. Salvador Córdoba initie la rébellion en Antioquia, tandis que dans le Cundinamarca Juan José Neira prend la tête de l'opposition. 
Le 28 avril 1831, une junte se réunit à Apulo (Cundinamarca). Le général Urdaneta y rencontre les représentants de l'opposition à son gouvernement. Le libéral modéré Domingo Caicedo est nommé à la tête d'un gouvernement provisoire jusqu'à ce qu'une nouvelle assemblée soit convoquée pour élaborer une nouvelle constitution. 
C'est la convention Grenadine, le 20 octobre 1831, qui crée le nouvel État, la République de Nouvelle-Grenade (espagnol : República de la Nueva Granada).